# 罗马尼亚武装部队
罗马尼亚武装部队（罗马尼亚文称Forțele Armate Române“罗马尼亚武装部队”或 Armata Română“罗马尼亚军队”）是由陆军，空军与海军共同组成的罗马尼亚国家武装部队。罗马尼亚武装部队的目前总司令为Daniel Petrescu将军，由国防部管理。在战时，罗马尼亚总统（目前为克劳斯·约翰尼斯总统）会成为武装部队总指挥。
罗马尼亚武装部队目前由9万人组成，其中6万人为现役军人，3万人为预备役军人。截至2010年，罗马尼亚陆军人数为4万3千人，空军9千7百人，海军7千1百50人，联合部队1万3千5百人。根据罗马尼亚政府规划，武装部队的规模将在2011至2014年缩小至大约6万5千现役和预备役军人。目前，罗马尼亚武装部队的预算占罗马尼亚GDP的1.33%，略等于17.8亿欧元。

## 装备
近几年来，罗马尼亚武装部队的装备几乎完全更新，罗马尼亚武装部队如今也已经成为了能够执行多种作战和非作战任务的现代化军队。空军服役的苏制米格-21戰鬥機将在2016年之前被之前在葡萄牙空军服役的F-16戰隼戰鬥機取代。在第一阶段，12架葡萄牙空軍的F-16移交給罗马尼亚，随后在2020年之前多12架将抵达该国，另外美國國防安全合作局2023年6月底亦公告批准羅馬尼亞自挪威採購32架美製的二手F-16A/B型戰機。为了取代之前老旧的运输机机队，空军也取得了7架全新的C-27J斯巴達人戰術運輸機。羅馬尼亞最高國防委員會（CSAT）2023年4月表態有意願採購F-35閃電II戰鬥機。
还有，海军在2004年也向英国皇家海军购买了两艘现代化巡防舰，而四艘能够承载导弹的现代护卫舰也将在近期加入海军服役。海军也在2008年订购了三架本地生产的IAR 330直升机。
罗马尼亚使用的主战坦克主要是T-55主力戰車改良的TR-85主戰坦克和TR-850型坦克，但數量不足全面汰換，因此尚保有約500辆蘇聯版本的T-54/55系列主战坦克，隨著羅馬尼亞議會批准國防部以11億美元購買54輛二手美國M1A2 SEPv3主戰車後，羅馬尼亞將會擁有符合北約制式的主戰坦克。罗马尼亚也拥有例如MLI-84步兵戰鬥車、MLVM和TAB B33 Zimbru的装甲输送车和步战车，同时也拥有TAB-71, TAB-77和ABC-79M 裝甲運兵車。而多管火箭炮方面，羅馬尼亞於2018年進行採購作業，總計獲得18套M142高機動性多管火箭系統。受到2022年俄羅斯入侵烏克蘭衝擊，羅馬尼亞採購土耳其拜拉克塔尔TB2，強化該國陸軍打擊能量。
罗马尼亚武装部队也使用几种手枪，包括md.1995和md.2000型，其特种部队也使用MP5，UMP9和乌兹等冲锋枪。常规部队使用的突击步枪为PA md.86，特种部队也使用HK G36，SIG 551 LB和AUG突击步枪。轻机枪包括PM md.93和PM md.64，特种部队也使用美制的M249轻机枪，重机枪则包括DShK和美制M2。除此之外，罗马尼亚武装部队也使用SS-77，md.66和M240通用机枪，狙击步枪也有PSL，AR-10，APR和巴雷特M82。

## 罗马尼亚与北约
2004年加入北大西洋公约组织的罗马尼亚在加入北约之后开始准备在2007年之前取消征兵制，组建专业军队。罗马尼亚在海湾战争时也协助了联合国部队，尤其是担任联合国安全理事会主席的期间。该国也曾经派遣部队参与在阿富汗，伊拉克，波斯尼亚以及安哥拉的联合国维和行动。在南斯拉夫战争期间，罗马尼亚也曾经协助联合国强制南斯拉夫，也让北约部队的战斗机和轰炸机飞过罗马尼亚空域。2014年8月，就在顿巴斯战争处于尖峰时，当时的罗马尼亚总统也曾经呼吁北约部队向乌克兰军队派送武器，帮助乌克兰政府打击包括顿涅茨克人民共和国和卢甘斯克人民共和国的叛军。

## 走向现代化
罗马尼亚武装部队在21世纪初进入了三个阶段的整编。截至2015年，前两个阶段已结束，罗马尼亚武装部队已经能够配合北约部队共同进行作战任务，第三阶段也预计将在2025年完成。这次整编是为了将武装部队的编制现代化，精简裁军，还有取得更新，更优越，能够符合北约水平的新科技。

## 海外部署
罗马尼亚部队曾经参与伊拉克战争，派遣人数最高达到730人，之后渐渐缩成350人。2009年7月24日，罗马尼亚终止了在伊拉克的行动，撤回了剩下的人员。罗马尼亚也参与过阿富汗战争，曾經在阿富汗也部署着大约1千8百名军人。

## 其他军事化组织
罗马尼亚存在着军事化但不隶属武装部队的组织。这些组织包括：
- Jandarmeria Română（罗马尼亚宪兵）
- Inspectoratul General al Corpului Pompierilor Militari（消防部队）和 Comandamentul Protecției Civile（民防部队），两者已在2004年合并，成为内阁部的 Inspectoratul General pentru Situaţii de Urgenţă（应急部队）
- Serviciul Român de Informații（罗马尼亚情报部）
- Serviciul de Protecție și Pază（保护与守卫部，为罗马尼亚籍和外籍官员提供保护）
- Serviciul de Telecomunicații Speciale（特别通讯部）
- Serviciul de Informații Externe（国外情报部）

## 军衔

### 陆军

#### 士兵
Soldat - 二等兵 (OR-2)

Fruntas - 一等兵 (OR-3)

Caporal Clasa III - 上等兵 (OR-4)

Caporal Clasa II - 下士 (OR-4)

Caporal Clasa I - 下士长 (OR-4)

Sergent - 中士 (OR-5)

Sergent-major - 中士长 (OR-6)

Plutonier - 上士 (OR-7)

Plutonier-major - 上士长 (OR-8)

Plutonier adjutant - 军士 (OR-9)

Plutonier adjutant principal - 军士长 (OR-9)

#### 参谋军士
Maistru militar clasa 5 - 五等参谋军士 (OR-5)

Maistru militar clasa 4 - 四等参谋军士 (OR-6)

Maistru militar clasa 3 - 三等参谋军士 (OR-7)

Maistru militar clasa 2 - 二等参谋军士 (OR-8)

Maistru militar clasa 1 - 一等参谋军士 (OR-9)

Maistru militar principal - 上等参谋军士 (OR-9)

#### 军官
Sublocotenent - 少尉 (OF-1)

Locotenent- 中尉 (OF-2)

Căpitan - 上尉 (OF-3)

Maior - 少校 (OF-4)

Locotenent-colonel - 中校 (OF-5)

Colonel - 上校 (OF-6)

#### 将官
General de brigadă - 准将 (OF-7)

General-maior - 少将 (OF-8)

General-locotenent - 中将 (OF-9)

General - 上将 (OF-10)

#### 元帅
Mareșal - 元帅 (战时)